# Весняне (селище)
Весняне — селище в Україні, у Миколаївському районі Миколаївської області. Центр Веснянської сільської громади. Населення становить 1394 осіб.

## Історія
Включено до облікових даних 20 вересня 1968 з підпорядкуванням Великокорениській селищній Раді.

## Населення
Згідно з переписом УРСР 1989 року чисельність наявного населення селища становила 1050 осіб, з яких 499 чоловіків та 551 жінка.
За переписом населення України 2001 року в селищі мешкало 1370 осіб.

### Мова
Розподіл населення за рідною мовою за даними перепису 2001 року:
| Мова       | Відсоток |
| ---------- | -------- |
| українська | 83,57 %  |
| російська  | 15,06 %  |
| молдовська | 0,72 %   |
| білоруська | 0,22 %   |
| інші       | 0,43 %   |